# Mouvement du nom sacré
Le Mouvement du Nom Sacré (MNS) (Sacred Name Movement (SNM)) désigne un certain nombre d'organisations adventistes, dont l'origine remonte aux années 1930 aux États-Unis, dérivant de l'Église de Dieu (Septième jour) en Arkansas, et insistant sur l'importance d'employer les noms hébreux originaux de Dieu et de Jésus (généralement, mais pas exclusivement, Yahweh et Yahshua). Le MNS a débuté au sein de l'Église de Dieu (Septième Jour) dans le christianisme, propagé par Clarence Orvil Dodd (en) (1899-1955) dans les années 1930, qui prétend qu'il cherche à conformer le christianisme à ses "racines hébraïques" dans la pratique, la croyance et le culte.
La distinction la plus connue du SNM est son plaidoyer en faveur de l'utilisation du "nom sacré" Yahweh (hébreu: יַהְוֶה), c'est-à-dire le nom propre reconstruit du Dieu d'Israël, et de l'utilisation du nom hébreu original de Jésus, translittéré en Yeshua, Yeshoua ou Yahshua. Les croyants du SNM conservent aussi généralement de nombreuses lois et cérémonies de l'Ancien Testament telles que le Sabbat du septième jour, les fêtes de la Torah et les lois sur la nourriture de la cacherout.
En 2005, John Gordon Melton indique qu'il y a plus de 75 congrégations aux États-Unis et des membres affiliés dans plus de 100 pays. En 2012, George D. Chryssides a déclaré qu'il y avait plusieurs milliers de membres dans 115 pays, avec des bureaux en Angleterre, aux Philippines et à Trinité-et-Tobago.

## Histoire
Le Mouvement du nom sacré est né au début du XXe siècle du mouvement de l'Église de Dieu (Septième Jour). Ce mouvement a été influencé par Joseph Franklin Rutherford qui a changé le nom de la branche principale du mouvement des étudiants de la Bible en Témoins de Jéhovah en 1931, en se basant sur sa croyance dans l'importance du nom hébreu de Dieu. C. O. Dodd, membre de l'Église de Dieu (Septième jour), a commencé à organiser les fêtes juives (y compris la Pâque) en 1928, adoptant les doctrines du nom sacré à la fin des années 1930
L'Assemblée de Yahweh (The Assembly of Yahweh) a été la première organisation religieuse du Mouvement du Nom Sacré. Elle a été créée à Holt, dans le Michigan, dans les années 1930. L'Assemblée de Yahweh estime que le nom de Yahweh doit être utilisé avec le nom de son fils, Yahshua. Le septième jour du Sabbat (du coucher du soleil du vendredi au coucher du soleil du samedi) est célébré en même temps que toutes les fêtes bibliques. Ils croient que la Torah (loi) n'a pas été supprimée. Ils croient que Yahshua est le fils de Yahweh et que sa vie, sa mort, son enterrement et sa résurrection nous donnent le salut. Ils croient qu'après qu'une personne se soit repentie de ses péchés, elle doit être baptisée au nom de Yahshua. Ils se sont rencontrés pour la première fois dans des maisons privées près de Lansing, dans le Michigan. Plus tard, l'assemblée s'est tenue au Camp de Yah, près d'Eaton Rapids, dans le Michigan. Le terrain appartenait à la famille Smith, et Pearl Smith fut le premier pasteur de l'assemblée. Pendant un certain temps après sa prise de fonction, l'assemblée a été dirigée par un groupe d'hommes âgés. À la fin des années 1960, Samuel Graham a été nommé pasteur. La congrégation a acheté une maison d'école d'une pièce et 32 hectares supplémentaires à quelques kilomètres du camp de Yah. Plus tard, ils ont ajouté une petite annexe au bâtiment d'origine. En 2008, le groupe a reçu un don anonyme qui a été utilisé pour un bâtiment plus grand. La salle de réunion principale permet désormais à 200 personnes de se réunir pour le culte.
Dodd a commencé à publier le magazine The Faith à partir de 1937 pour promouvoir ses vues. Il est actuellement distribué gratuitement par l'Assemblée de Yahweh. L'érudit religieux américain John Gordon Melton a écrit : "Aucune force de diffusion du mouvement du Nom Sacré n'a été aussi importante que le magazine The Faith".

## Activités
L'Assemblée de Yahvé publie le magazine Faith et la Bible Word of Yahweh. Elle organise des services tous les sabbats à 10h30 et accueille tous les jours de fête. Pendant la fête des Tabernacles, des personnes viennent de différents états et d'autres pays pour observer la fête.

## Croyances
Le Mouvement du nom sacré se compose de plusieurs petits groupes contrastés (tels que l'Assemblée de Yahweh dans le Messie, et l'Assemblée de Yahweh dans Yahshua, etc.), unifiés par l'utilisation du nom Yahweh et pour la plupart, une forme hébraïque Yahshua pour le nom du fils de Dieu.
Le SNM rejette Pâques et Noël comme étant d'origine païenne et observe plutôt les jours saints du Lévitique 23 tels que Pessa’h et la fête des Semaines. Le mouvement est également non trinitaire car il rejette la doctrine de la Trinité comme étant non biblique.
Cependant, les groupes au sein du mouvement ont divergé sur des points doctrinaux, tels que le port de la barbe et ce qui constitue un repos du sabbat. Les Assemblées de Yahweh (dont le siège est à Béthel, en Pennsylvanie) ont pris leurs distances avec le mouvement en raison de son refus de s'unir à lui sur le plan doctrinal, qualifiant le mouvement de "désorganisation" et de "confusion".

## Ouvrages
- George Thomas Kurian et Mark A. Lamport, « Sacred Name Movement », dans Encyclopedia of Christianity in the United States, vol. 5, Rowman & Littlefield, 2016 (ISBN 9781442244320, lire en ligne), p. 2003-2004
- George D. Chryssides, « Assembly of Yahweh », dans Historical Dictionary of New Religious Movements, Rowman & Littlefield, coll. « G - Reference,Information and Interdisciplinary Subjects Series / Historical dictionaries of religions, philosophies, and movements », 2012 (ISBN 9780810861947, lire en ligne), p. 43
- J. Gordon Melton, The Encyclopedia of American Religions, Wilmington, La Caroline du Nord: McGrath Publishing Company, 1978 (ISBN 978-0-7876-6384-1, OCLC 4854827), p. 476
- J. Gordon Melton, Encyclopedic Handbook of Cults in America, Garland Publishing, 1992 (ISBN 978-0-8153-1140-9, OCLC 246783309, lire en ligne), p. 83
- J. Gordon Melton, « Sacred Name Movement », dans Encyclopedia of Protestantism, Infobase Publishing, coll. « Encyclopedia of World Religions / Facts on File library of religion and mythology », 2005 (lire en ligne), p. 479-480
- J. Gordon Melton et Martin Baumann, Religions of the World: A Comprehensive Encyclopedia of Beliefs and Practices, ABC-CLIO, coll. « Gale virtual reference library; Religions of the World: A Comprehensive Encyclopedia of Beliefs and Practices, Martin Baumann », 2010 (ISBN 9781598842043, lire en ligne), p. 2490
- Peter B. Clarke, « Sacred Name Movement », dans Encyclopedia of New Religious Movements, Routledge, 2004 (ISBN 9781134499700, lire en ligne), p. 543-544
- « Sacred Name Groups », sur Encyclopedia.com (consulté le 19 juillet 2022)
- Sam Hughey, « A History of the True Church », sur The Reformed Reader (consulté le 7 janvier 2009)